# Evangelisch-methodistische Kirche in der Schweiz

Logo der EMK in der Schweiz und Österreich

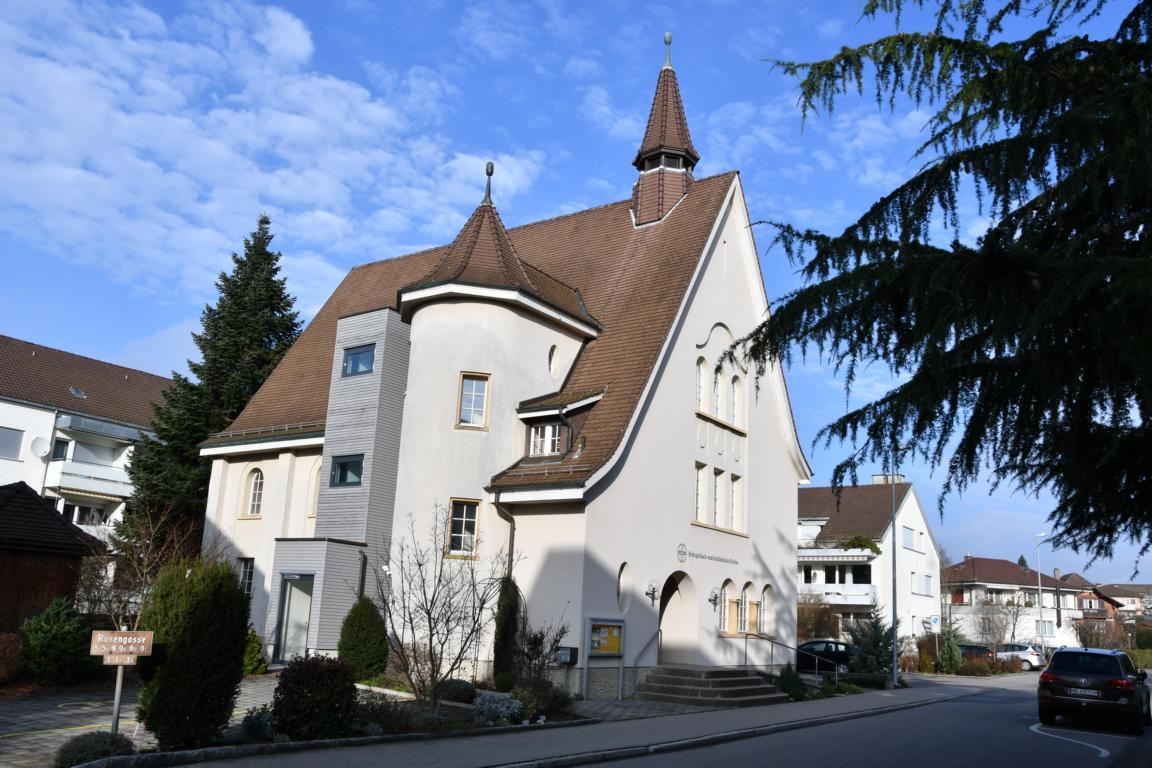
Evangelisch-methodistische Kirche Lyss

Die Evangelisch-methodistische Kirche in der Schweiz (frz. Église évangélique méthodiste en Suisse, ital. Chiesa evangelica metodista in Svizzera) ist Teil der Evangelisch-methodistischen Kirche (EMK). Sie ist Mitglied der Evangelisch-reformierten Kirche Schweiz, des Verbands Evangelischer Freikirchen und Gemeinden in der Schweiz und der Arbeitsgemeinschaft christlicher Kirchen in der Schweiz. Die EMK umfasst in der Schweiz rund 100 Gemeinden mit rund 4'500 Mitgliedern (Stand August 2022).

## Organisation

### Struktur
Die evangelisch-methodistische Kirche in der Schweiz ist rechtlich als Verein organisiert und hat ihren Sitz in Zürich. Die schweizerischen Kirchgemeinden sind in den folgenden vier regionalen Distrikten zusammengefasst: Berner Distrikt, District francophone (französischsprachiger Distrikt), Distrikt Nordostschweiz und Distrikt Nordwestschweiz.
Die EMK Schweiz gehört zur Jährlichen Konferenz (Synode) Schweiz-Frankreich-Nordafrika und zur übergeordneten Zentralkonferenz von Mittel- und Südeuropa (ZK MSE). Die ZK MSE setzt sich aus 13 Ländern zusammen (Albanien, Algerien, Belgien, Frankreich, Nordmazedonien, Österreich, Polen, Rumänien, Schweiz, Serbien, Tschechien, Tunesien, Ungarn).

### Leitung

#### Bischof

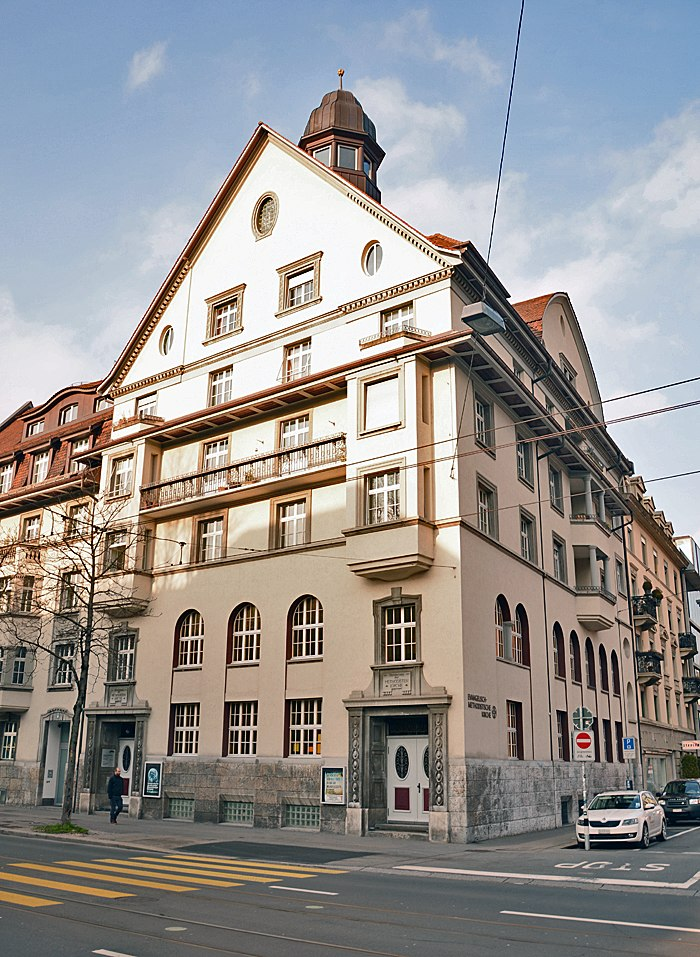
Evangelisch-methodistische Kirche Zürich-Stauffacherstrasse

Der für Mittel- und Südeuropa (und damit auch für die Schweiz) zuständige Bischof ist der Schweizer Stefan Zürcher. Er wurde 2022 zum Bischof gewählt und geweiht. Sein Amt trat er am 1. Februar 2023 an, die Übergabe der Kirchenleitung für die Schweiz erfolgte im Rahmen der Jährlichen Konferenz (Synode) vom 14. bis 18. Juni 2023 in Lenk im Simmental. Stefan Zürcher ist Nachfolger von Bischof Patrick Streiff, der sein Amt im Jahr 2006 angetreten hatte.

#### Exekutivkomitee
Das auf der Ebene der Zentralkonferenz Mittel- und Südeuropa angesiedelte Exekutivkomitee führt die laufenden Geschäfte der Zentralkonferenz zwischen ihren Tagungen. Der Bischof ist von Amtes wegen Vorsitzender des Exekutivkomitees.

##### Kabinett
Das für die EMK Schweiz-Frankreich-Nordafrika zuständige Kabinett besteht aus dem Bischof und den vier Distriktsvorstehern (Brigitte Moser, Etienne Rudolph, Serge Frutiger, Stefan Zolliker). In Zusammenarbeit mit den zuständigen Kommissionen und Ausschüssen ist das Kabinett für geistliche Angelegenheiten der Kirche zuständig und befasst sich insbesondere mit personellen Fragen.

#### Vorstand

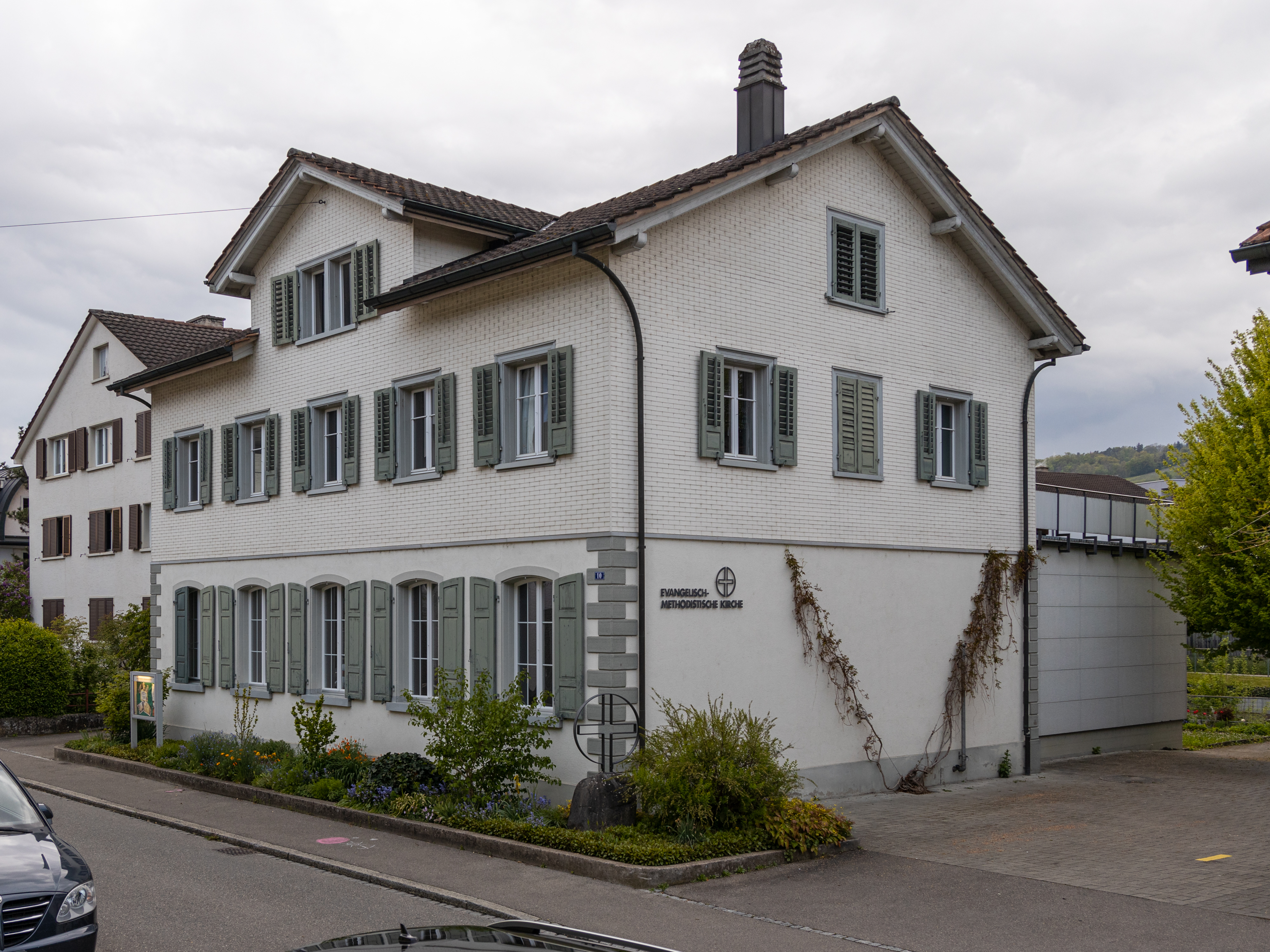
Evangelisch-methodistische Kirche Weinfelden

Seit Sommer 2014 ist der Vorstand das Leitungsgremium der EMK Schweiz-Frankreich-Nordafrika. Der Vorstand setzt sich sowohl aus Laien als auch aus Pfarrerinnen und Pfarrern der EMK zusammen. Der Bischof und die vier Distriktsvorsteher sind von Amtes wegen Mitglieder des Vorstands.

## Geschichte
Die methodistische Kirche der Schweiz geht auf drei Zweige zurück. Die erste methodistische Gemeinde der Schweiz wurde 1840 in Lausanne infolge der Missionierung durch die britische Wesleyanische Methodistengemeinschaft gegründet. Zweitens begann 1856 der Schweizer Zweig der Bischöflichen Methodistenkirche aus den Vereinigten Staaten von Amerika zu wirken. Als Folge wurde die erste deutsche Predigt in Lausanne am 24. Februar 1856 gehalten. Im gleichen Jahr versammelten sich bis zu 400 Leute im Saal der Zunft zur Waag in Zürich. Ab 1860 begann die Mission in Basel. Als dritter Zweig begann um 1866 die Evangelische Gemeinschaft ihre Arbeit in der Schweiz. Die heutige Evangelisch-methodistische Kirche entstand 1968 aus der Vereinigung der Bischöflichen Methodistenkirche mit der Evangelischen Vereinigten Brüderkirche (zu welcher inzwischen der grösste Teil der Evangelischen Gemeinschaft gehörte).